# ザ マーガレット
『ザ マーガレット』は、かつて集英社が発行していた日本の漫画雑誌。3月（春号）、6月（夏号）、9月（秋号）、12月（冬号）24日発売（日曜、祝日の場合はその前日）。『ザ・マーガレット』とも表記される。
『マーガレット』、『別冊マーガレット』、『Cookie』、『Cocohana』、『りぼん』で活躍する漫画家の長編読み切りが主であるが、シリーズ作品や連載作品も掲載されていた。

## 概要
- 1982年 - 2月に創刊。当初は不定期刊。
- 1989年 - 隔月刊（奇数月刊）誌となるが、偶数月は増刊を発行し、実質的に月刊誌となる。
- 1997年 - 正式に月刊誌となる。
- 2011年 - 2月号より隔月刊（偶数月刊）誌に戻した。
- 2019年 - 12月24日、2020年より季刊誌化（3月、6月、9月、12月）されることが発表された[2]。
- 2020年 - 2021年3月24日発売の2021年春号より、ロゴ及び判型がA5判からB5判サイズに変更、紙版と同日に電子書店での配信が行われ、『ザ マーガレット 新人マンガ大賞』が創設される事が発表された[3][4]。
- 2023年 - 「一定の役割を終えた」ため、6月23日発売の夏号で休刊[5][1][6]。

## 休刊号連載作品
※ 2023年6月23日（2023年夏号）。作品名五十音順。
- イマジン▲ラブ（如月園）：2022年秋号 - 2023年夏号
- おままごとキャンプ（入絵優）：2022年夏号 - 2023年夏号
- ギャルジャポン（シタラマサコ）：2011年2月号 - 2023年夏号
- 隣の微熱（桃森ミヨシ）：2022年秋号 - 2023年夏号
- パーフェクト・ドミネーション（横山もよ）：2022年冬号 - 2023年夏号→『デジタルマーガレット』へ移籍[7]
- 包帯ごっこ（山形あおな）：2023年冬号 - 2023年夏号→『Cocohana』へ移籍[8]
- 僕は小さな書店員。（青山はるの）：2019年12月号 - 2023年夏号
- マリーミー女子図鑑（しまあかね）：2021年春号 - 2023年夏号
- まんまるポタジェⅡ 番外編（あいざわ遥）：2021年夏号 - 2022年冬号、2023年夏号

## 過去の主な連載作品
作品名五十音順。
- 愛!私立カップル学園♡（九間ハート）：2016年4月号 - 2016年8月号
- 宇佐美さんと亀井くん（松本かおり）：2019年8月号 - 2020年2月号
- 歌うたいの黒兎（石井まゆみ）：2019年2月号[9] - 2021年春号
- えっ、ちょっとまって（櫻井リヤ）：2021年冬号 - 2021年春号
- 王朝モザイク（木原敏江）：2019年10月号 - 2020年春号
- おおせのままに（木暮ヨウ）：2021年冬号 - 2021年春号
- 幼な妻でごめんっ!（えばんふみ）：2018年4月号 - 2021年夏号
- おそ松さん（シタラマサコ）：2019年4月号 - 2020年2月号
- 俺たちに昨日はない（如月園）：2021年冬号[注釈 3] - 2022年夏号
- おれらのアニキ!（あだち）：2016年4月号 - 2017年2月号
- ガールズートーク（トヨタトヨ[注釈 4]）：2017年10月号 - 2018年8月号
- 片思いのその先は〜まわるまわる恋心〜（園田よう）：2017年10月号 - 2018年2月号
- カレカフェ（小村あゆみ）：2018年4月号 - 2020年2月号
- 今日も小腹がすいてます（愛田クレア）：2017年6月号 - 10月号
- 腐っても美女（如月あい）：2016年2月号 - 2019年2月号
- クズ男と座敷童子（あだち）：2017年4月号 - 2017年8月号
- 月曜日の恋人（紗織）：2017年2月号 - 2018年2月号
- 恋ポン!（如月園）：2016年2月号 - 2017年8月号
- こうたと父さん（日野原あき）：2014年2月号 - 2019年12月号
- ごほうびちょーだい（安理由香）：2016年2月号 - 2017年6月号
- 残念男子図鑑（しまあかね）：2016年12月号 - 2021年冬号
- 少女少年学級団（藤村真理）：2018年2月号 - 2018年6月号
- Stand Up!（山川あいじ）：2014年12月号 - 2018年6月号
- スノーボール（今日マチ子）：2016年6月号 - 2018年4月号
- 円谷さん家（あだち）：2017年10月号 - 2019年12月号、2020年春号 - 2021年冬号
- てがきのエデン（眞山継）：2021年夏号 - 2023年冬号
- 隣の蟹と恋をした（峯田ちあき）：2021年秋号 - 2023年冬号
- ニキの日記〜悪魔小説家はヒトの愛憎をつむぐ〜（下北沢ミツオ）：2015年8月号 - 2016年10月号
- ねぇ、遊ぼ?（山本カエル）：2019年4月号 - 2019年10月号
- ハイヒールをはいた猫 ルブたん 番外編（鳥海りさこ）：2016年8月号 - 2021年春号
- ぴよぴよファミリア ワンダフル（愛田クレア）：2007年1月号 - 2017年4月号
- 4×4〜お隣さんは4B男子〜（森倉チロル）：2020年秋号 - 2022年冬号
- ぶどうとスミレ（持田あき）：2017年8月号 - 2020年夏号
- ベア☆ドル（森名リリー）：2018年10月号 - 2021年春号
- まいっちゃうわマチコさん!（真城ひな）：2017年2月号 - 2017年12月号
- マネハニ!〜色恋沙汰も金次第!?〜（田中てこ）：2017年2月号 - 12月号
- マルタの恋（北野とも）：2021年春号 - 2023年春号
- まんまるポタジェ（あいざわ遥）：2019年2月号[9] - 2019年12月号
- まんまるポタジェⅡ -ハナ小学生編-（あいざわ遥）：2020年2月号 - 2021年春号
- 愛でられませんか?〜キミに奉仕〜（Maria）：2017年10月号 - 2018年12月号
- もいちどあなたに（ひうらさとる）：2019年2月号[9] - 2019年10月号
- 私たちの恋はこれからだ（浜心汐里）：2015年8月号 - 2016年10月号

## 関連誌
- デラックスマーガレット
- 別冊マーガレット
- マーガレット

## 印刷証明付き発行部数
- 2003年9月1日 - 2004年8月31日、216,666部
- 2004年9月 - 2005年8月、200,000部
- 2005年9月1日 - 2006年8月31日、198,333部
- 2006年9月1日 - 2007年8月31日、177,916部
- 2007年10月1日 - 2008年3月、167,084部
- 2008年4月 - 6月、165,000部[10]
- 2008年7月 - 9月、163,334部[10]
- 2008年10月 - 12月、160,000部[10]
- 2009年1月 - 3月、156,667部[10]
- 2009年4月 - 6月、151,667部[10]
- 2009年7月 - 9月、150,000部[10]
- 2009年10月 - 12月、145,000部[10]
- 2010年1月 - 3月、141,667部[10]
- 2010年4月 - 6月、133,334部[10]
- 2010年7月 - 9月、126,667部[10]
- 2010年10月 - 12月、121,667部[10]
- 2011年1月 - 3月、120,000部[10]
- 2011年4月 - 6月、108,000部[10]
- 2011年7月 - 9月、108,000部[10]
- 2011年10月 - 12月、108,000部[10]
- 2012年1月 - 3月、108,000部[10]
- 2012年4月 - 6月、108,000部[10]
- 2012年7月 - 9月、108,000部[10]
- 2012年10月 - 12月、105,000部[10]
- 2013年1月 - 3月、100,000部[10]
- 2013年4月 - 6月、100,000部[10]
- 2013年7月 - 9月、95,000部[10]
- 2013年10月 - 12月、95,000部[10]
- 2014年1月 - 3月、90,000部[10]
- 2014年4月 - 6月、89,000部[10]
- 2014年7月 - 9月、88,000部[10]
- 2014年10月 - 12月、84,000部[10]
- 2015年1月 - 3月、83,000部[10]
- 2015年4月 - 6月、75,000部[10]
- 2015年7月 - 9月、73,000部[10]
- 2015年10月 - 12月、68,000部[10]
- 2016年1月 - 3月、63,000部[10]
- 2016年4月 - 6月、58,500部[10]
- 2016年7月 - 9月、55,000部[10]
- 2016年10月 - 12月、52,000部[10]
- 2017年1月 - 3月、50,000部[10]
- 2017年4月 - 6月、49,000部[10]
- 2017年7月 - 9月、46,000部[10]
- 2017年10月 - 12月、41,500部[10]
- 2018年1月 - 3月、40,000部[10]
- 2018年4月 - 6月、38,000部[10]
- 2018年7月 - 9月、36,000部[10]
- 2018年10月 - 12月、33,000部[10]
- 2019年1月 - 3月、26,000部[10]
- 2019年4月 - 6月、24,000部[10]
- 2019年7月 - 9月、23,000部[10]
- 2019年10月 - 12月、22,000部[10]
- 2020年1月 - 3月、20,000部[10]
- 2020年4月 - 6月、20,000部[10]
- 2020年7月 - 9月、20,000部[10]
- 2020年10月 - 12月、20,000部[10]
- 2021年1月 - 3月、20,000部[10]
- 2021年4月 - 6月、17,000部[10]
- 2021年7月 - 9月、15,000部[10]
- 2021年10月 - 12月、14,500部[10]
- 2022年1月 - 3月、13,500部[10]
- 2022年4月 - 6月、13,500部[10]
- 2022年7月 - 9月、10,000部[10]
- 2022年10月 - 12月、10,000部[10]